# あじまん

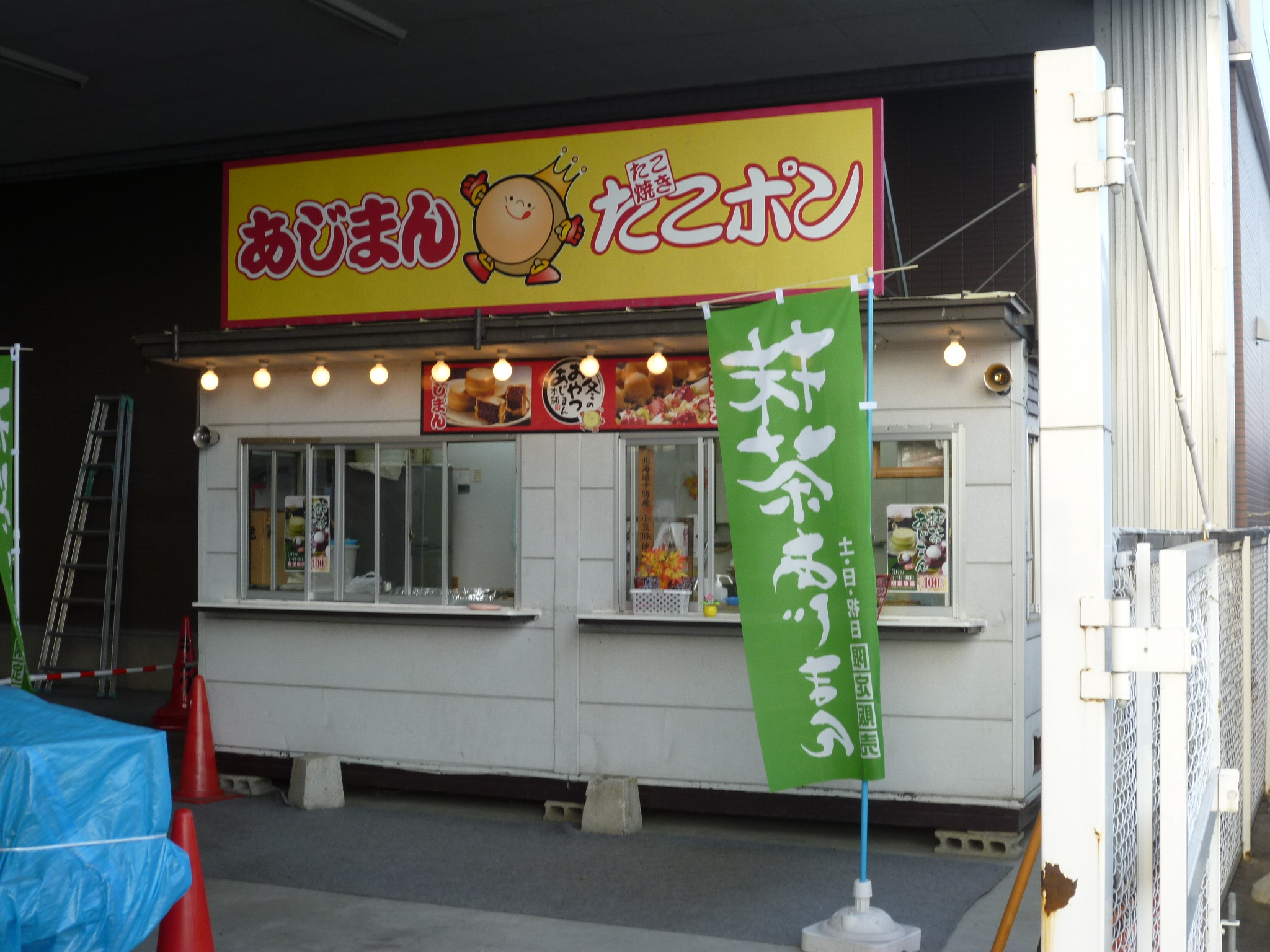
あじまんの店舗の一例（2013年3月）。山形県新庄市のホームセンター店頭。

株式会社あじまん（英: Ajiman Co., Ltd.）は、山形県天童市に本社を置く焼菓子（焼饅頭・たこ焼き）のメーカー。主に山形県を中心に東北地方（青森県・岩手県・宮城県・秋田県・福島県）と新潟県、関東地方の神奈川を除く1都5県（茨城県・栃木県・群馬県・埼玉県・千葉県・東京都）、九州地方の4県(福岡県・大分県・佐賀県・熊本県)、山口県のスーパーマーケット・ホームセンター・ディスカウントストア・ドラッグストアなどの周辺に囲む小規模店舗「あじまん・たこポン」で展開する。「あじまん」とは中に粒あずき入りあんこを入れた焼き饅頭、「たこポン」とは同店舗で扱うたこ焼きの名称である。

## 沿革
- 1965年（昭和40年）10月18日 - 佐藤清治が創業・設立。山形県天童市にスーパーマーケットやませストアを開業し、店頭で大判焼きを販売開始。
- 1974年（昭和49年） - やませストア廃業。
- 1980年（昭和55年） - あじまんチェーン展開開始と同時に、味が自慢のまんじゅう略して「あじまん」の名称決定。株式会社あじまん本舗（あじまんほんぽ）と商号を変える。
- 2010年（平成22年） - 会社設立45周年・あじまん誕生35周年を機に、社名を株式会社あじまん本舗から株式会社あじまんへ商号変更。

## あじまんの特徴
大判焼を思わせる感じの焼き饅頭で、キャッチコピーも「大判焼老舗」と記載されている。かつては昔のYBCテレビのCMなどで「大福まんじゅう・あじまん」と宣伝していたこともあるが、大福というよりは前者とほぼ似たような味と形である。一時期、CMでは志村けんの「ウンジャラゲ」がBGMとして流れた時もあった。
現在のスポットCM枠は、かつてはYBCのみであったが、現在はTUYに単独放送権を移してオンエア中。
北海道十勝産（生産者限定小豆）を100%使用し、極力甘さを控え（糖度46度、通常あんこの糖度は59 - 62度）添加物を一切使用せずに作った「十勝あん」が自慢。あんこがたっぷり入っており皮がとても薄い。今川焼きや大判焼きとは皮の厚さが違う。
スーパーマーケットやホームセンターの店頭にコンテナハウスで店舗を構え、5月 - 9月の間は製造販売を休止し店舗も一旦撤去している。

## 主な商品
- あじまん（あずき）
- カスタードクリームあじまん
- 季節限定あじまん（12月 - 3月まで月替わりで土・日・祝日限定で発売する）
- たこポン（たこ焼き）

## 過去に販売していた商品
- どよまんコラボあじまん（通称：どよまんのあじまん、キャラメルアーモンド・バナナチョコ・さつまいもアップル・かぼちゃチーズ・マッシュルームグラタン・りんご&メープル・ココア&くるみるく・ミラクル☆ピザ・塩キャラメル・ずんだチーズ・紫いもチーズ）
- アイスあじまん

## あじまんマスコットキャラクター
名前は「あずき」と「丸」をもじって「あずまる君」あずき王国の王様である。家来があじまん本舗にて手となり足となって働いている。国民からの2307の名前案の中から、家来によって3つに絞られ、国民投票によって決定された民主主義王国の王様（あじまんの「あ」の字もその説に由来するが、詳細は不明である）。